# Alec Stock
‎
Alec William Alfred Stock, angleški nogometaš in trener, * 30. marec 1917, Peasedown St John, Somerset, Anglija, Združeno kraljestvo, † 16. april 2001.